# Eres tú
"Eres tú" (spanskt uttal: [ˈeɾes ˈtu], "Det är du") är en spansk sång komponerad 1973 Juan Carlos Calderón och framförd av den spanska gruppen Mocedades, med Amaya Uranga på sång. Sången var Spaniens bidrag i Eurovision Song Contest 1973, där den slutade på andra plats bakom Luxemburgs bidrag Tu te reconnaîtras.
Inger Öst spelade samma år in en svenskspråkig cover på låten med titeln "Rör vid mej" (Metronome J 27.130).